# Beatriz Mesquita
Pour les articles homonymes, voir Mesquita.
Beatriz "Bia" Mesquita, née  7 avril 1991, est une pratiquante de grappling et de jiu-jitsu brésilien brésilienne.
Elle est connue pour être actuellement la championne de jiu-jitsu brésilien la plus titrée dans le monde,,.
Son instructrice a été Leticia Ribeiro.

## Titres
- 10 fois championne du monde de jiu-jitsu brésilien
- 7 fois championne de Pan Jiu-Jitsu
- 3 fois championne du Brésil de jiu-jitsu brésilien
- Médaille d'or de l'ADCC en 2017